# Berlinkonferencen (1884-85)
 Ikke at forveksle med Berlinkonferencen (1880).
Berlinkonferencen i 1884-85 regulerede europæisk kolonisering og handel i Afrika.
Øget interesse blandt europæiske stormagter for at kolonisere Afrika fra slutningen af 1870-erne førte til et ønske om at definere nogle regler for, hvordan kapløbet om Afrika skulle foregå og til at definere deres respektive interesser så langt som muligt. Konkurrence blandt europæiske stater om området ved den nedre del af Congofloden blev det, som førte frem til at arrangere en international konference om afrikanske spørgsmål.
Landene, som var repræsenteret på konferencen, var Tyskland, Østrig-Ungarn, Belgien, Danmark, Frankrig, Storbritannien, Italien, Nederland, Portugal, Rusland, Spanien, Sverige-Norge, det Osmanniske Rige (Tyrkiet) og USA.
Konferencen fandt sted i Berlin den 15. november 1884, og efter langvarige forhandlinger blev generalakten for Afrika undertegnet den 26. februar 1885 af repræsentanter for alle landene, som deltog på konferencen.
Aftalen regulerede følgende punkter:
- Congo-fristaten blev anerkendt som en privat besiddelse tilhørende Congoselskabet.
- De 14 deltagende stater blev enige om handelsfrihed i området ved Congo-bassinet og Malawisøen og øst for dette område syd for den 5. nordlige breddegrad. Det omfattede den nuværende Demokratiske Republik Congo, Republikken Congo, Uganda, Kenya, Rwanda, Burundi, Tanzania og Malawi samt størstedelen af Centralafrikanske Republik, den sydlige del af Somalia, den nordlige del af Mozambique og Angola samt små dele af Gabon, Cameroun, Sudan, Etiopien og Zambia.
- Floderne Niger og Congo blev åbnet for skibsfart.
- Forbuddet mod atlantisk slavehandel blev vedtaget.
- Der blev enighed om det grundprincip, at enhver magt havde ret til en koloni, hvis vedkommende stat var den første til at tage den i besiddelse.

Begrebet «indflydelsessfære» blev første gang brugt i Berlin-aftalen. Selvom blandt andet H.L Wesseling i sine værker fra 1996 og 1997 anfægter, at hinterland-begrebet, eller indflydelsessfæren faktisk blev behandlet på Berlinkonferencen.
Med Berlin-aftalen ophørte selvstændigheden for det meste af Afrika. Koloniseringen blev fuldført 1890-1900.